# Santa Marina Salina

Ubicació de Santa Marina Salina dins de la província

Santa Marina Salina (sicilià Santa Marina) és un municipi italià, dins de la ciutat metropolitana de Messina. És la capital de l'illa de Salina, a l'arxipèlag Eòlic. L'any 2009 tenia 882 habitants. Limita amb els municipis de Leni i Malfa.

## Administració
| Període | Identitat          | Partit        |
| ------- | ------------------ | ------------- |
| 2007-   | Massimo Lo Schiavo | Llista cívica |